# Molveno (jezioro)

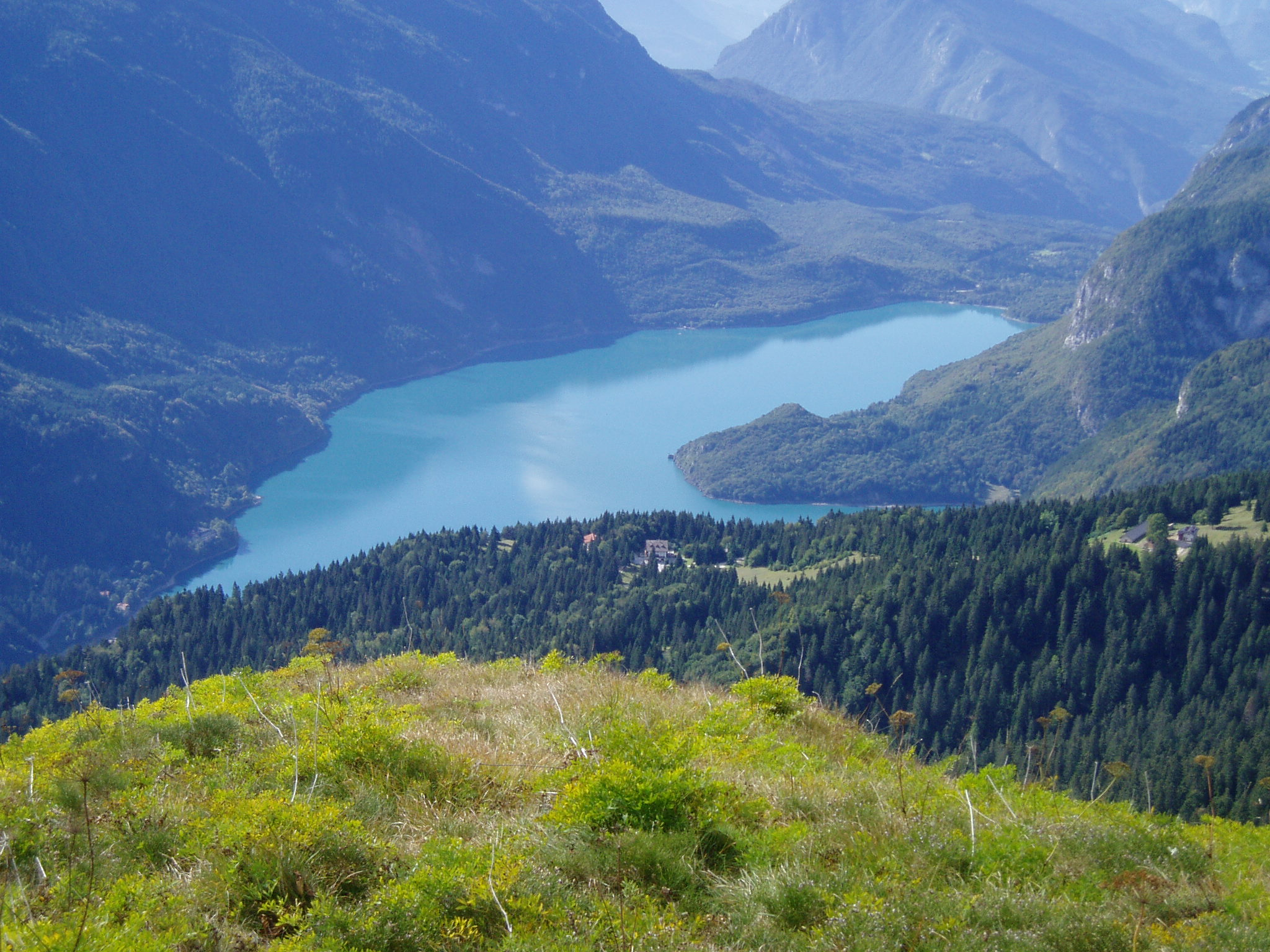
Widok na jezioro od strony północnej spod przełęczy Passo del Grosté

Jezioro Molveno (wł. Lago di Molveno) – jezioro w północnych Włoszech, w prowincji Trydent. 
Akwen jest zasilany przez szereg strumyków górskich spływających z pobliskich gór łańcucha Dolomitów Brenta. Wypływa zeń tylko jedna rzeka – Rio Lambin, która w północnej części poprzez niewielkie jezioro Lago di Nembia łączy się z rzeką Sarca, będącą dopływem jeziora Garda, rozpoczynającego się około 50 km na południe od jeziora Molveno.